# جدیده، اعزاز
جدیده (به عربی: الجدیدة) یک روستا در سوریه است که در ناحیه صوران (حلب) واقع شده‌است. جدیده ۶۳ نفر جمعیت دارد.